# هینتون، پانچاردون
هینتون (به انگلیسی: Heanton Punchardon) یک روستا و محله مدنی در بریتانیا است که در North Devon واقع شده‌است. هینتون ۲٬۴۰۶ نفر جمعیت دارد.